# 11664 Kashiwagi
11664 Kashiwagi è un asteroide della fascia principale. Scoperto nel 1997, presenta un'orbita caratterizzata da un semiasse maggiore pari a 3,1745360 UA e da un'eccentricità di 0,0844119, inclinata di 2,73768° rispetto all'eclittica.